# Gressingham
Gressingham is een civil parish in het bestuurlijke gebied Lancaster, in het Engelse graafschap Lancashire met 151 inwoners.